# Laphria coquilletti
Laphria coquilletti là một loài ruồi trong họ Asilidae. Laphria coquilletti được McAtee miêu tả năm 1919. Loài này phân bố ở vùng Tân Bắc giới.